# Prosoplus comosus
Prosoplus comosus là một loài bọ cánh cứng trong họ Cerambycidae.